# Октавия Старшая
Окта́вия Ста́ршая (лат. Octavia Maior; I век до н. э.) — дочь римского сенатора Гая Октавия от первого брака с Анхарией.

## Биография
Плутарх пишет, что она была красивой и выдающейся женщиной. Она была старшей единокровной сестрой Октавии Младшей и императора Августа. Октавия Старшая состояла замужем за претором Секстом Аппулеем, имела от него двух сыновей, ставших впоследствии консулами. Вероятно, что к концу 43 года до н. э. Октавии Старшей уже не было в живых, хотя историк Дж. Поллини предполагает, что она изображена на Алтаре Мира и, следовательно, была жива в 13 году до н. э.

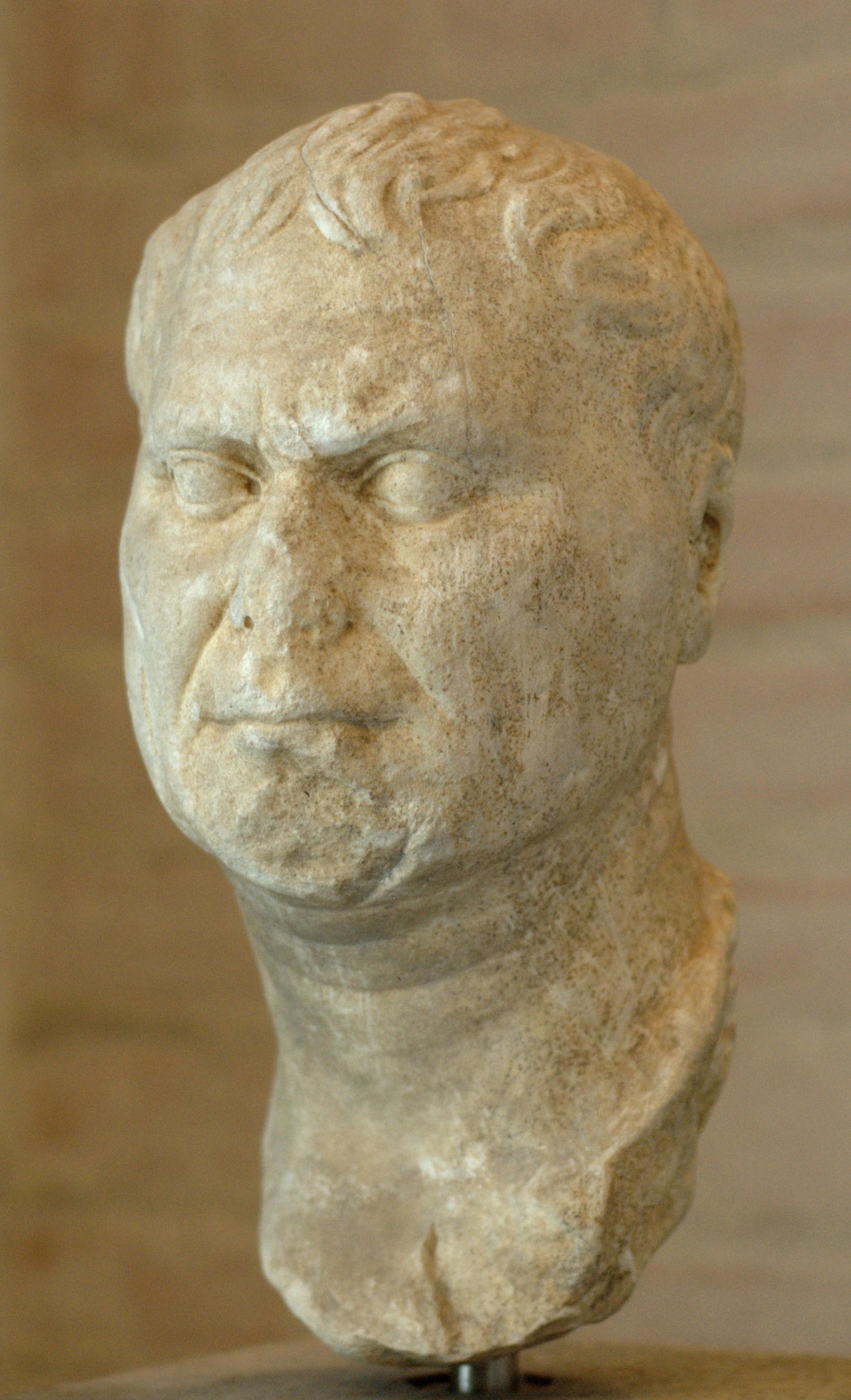
Гай Октавий, отец